# Palais Esercito

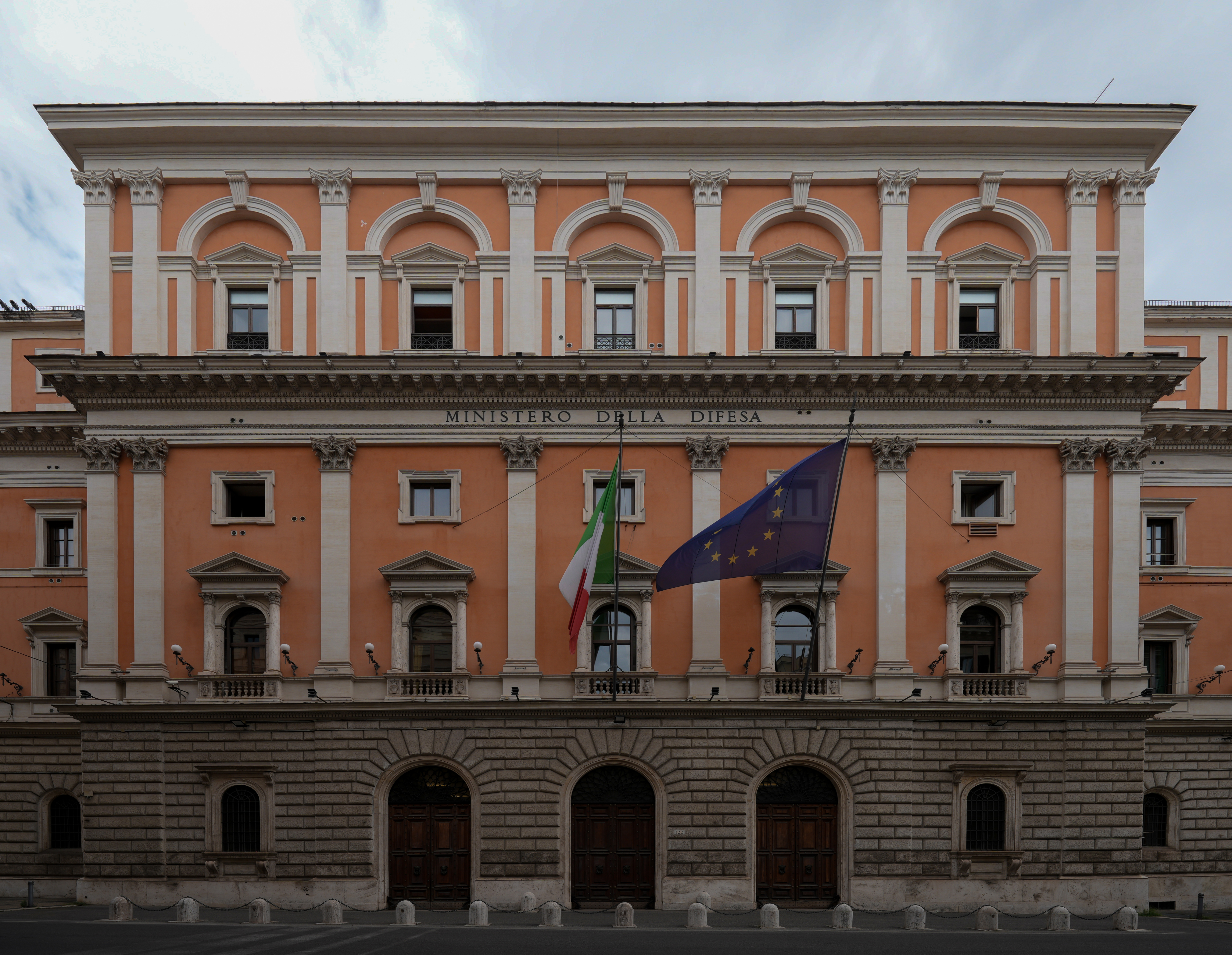
Vue du palais Esercito depuis la Via XX Settembre.

Le Palais Esercito ou Palais du Ministère de la Guerre est un palais situé 123 de la Via XX Settembre, dans le Rione Castro Pretorio à Rome  . 

## Histoire

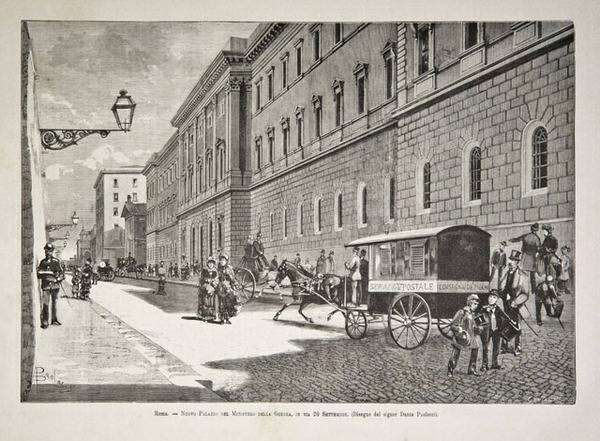
Même vue vers 1883 montrant l'église de San Caio où se trouve aujourd'hui la Via Firenze, qui donne accès au côté du palais.

Le Palazzo Esercito a été construit en 1876, à l'époque sous le nom de Palazzo del Ministero della Guerra endroit précédemment occupé par un monastère de moines carmélites « thérésiens », l'église de Santa Teresa alle Quattro Fontane , et le couvent de la  Santissima Incarnazione del Verbo Divino, tous deux démolis avec le couvent. La conception et la construction ont été menées par deux militaires, le capitaine Bernardini et le colonel Luigi Garaviglia. Plus tard, l'église de San Caio a également été démolie pour permettre l'ouverture de la Via Firenze, qui sert d'accès au palais,.

## Usages
Le palais abrite le secrétariat général de la défense, la direction nationale de l'armement et l'état-major général de l'armée. A l'étage noble se trouvent la Sala del Balilla et la Sala della Vittoria Alata deux pièces élégantes décorées avec des meubles anciens et des tableaux importants des moments les plus importants de l'histoire de l'Italie. Actuellement, il existe des dépendances du ministère de la Défense également dans les palais Caprara et Moroni.  Dans le passé, le Palazzo Calabresi, le Palazzo Bourbon Artom et le Palazzo Baracchini, tous situés à proximité, ont servi à cet usage, avant la construction du palais.